# El Zapote (Sonora)
El Zapote es un pueblo del municipio de Álamos ubicado en el sureste del estado mexicano de Sonora, cercano a los límites divisorios con los estados de Chihuahua y Sinaloa. Según los datos del Censo de Población y Vivienda realizado en 2020 por el Instituto Nacional de Estadística y Geografía (INEGI), El Zapote tiene un total de 192 habitantes.
El primer registro que se tiene de El Zapote data del censo de 1910, cuando en él solo habitaban 32 residentes y era catalogado como un rancho, en 1921 quedó totalmente deshabitado y el INEGI dio de baja a la localidad de sus registros. Fue hasta el año de 1970 cuando el pueblo volvió a tener habitantes.

## Geografía
El Zapote se ubica en el sureste del estado de Sonora, en la región sur del territorio del municipio de Álamos, sobre las coordenadas geográficas 26°46'49" de latitud norte y 108°41'13" de longitud oeste del meridiano de Greenwich, a una altura media de 344 metros sobre el nivel del mar.